# Curtain Call: The Hits
Curtain Call: The Hits – album Eminema, podsumowujący jego dotychczasową karierę. Znajduje się na nim 13 znanych już utworów i 3 nowe. Płyta dotarła do 35. miejsca w zestawieniu OLiS w Polsce.

## Lista utworów
| Nr | Tytuł                           | Czas |
| -- | ------------------------------- | ---- |
| 1  | "Intro"                         | 0:34 |
| 2  | "Fack"                          | 3:25 |
| 3  | "The Way I Am"                  | 4:51 |
| 4  | "My Name Is"                    | 4:29 |
| 5  | "Stan" ft. Dido                 | 6:43 |
| 6  | "Lose Yourself"                 | 5:26 |
| 7  | "Shake That" ft. Nate Dogg      | 4:34 |
| 8  | "Sing for the Moment"           | 5:40 |
| 9  | "Without Me"                    | 4:51 |
| 10 | "Like Toy Soldiers"             | 4:56 |
| 11 | "The Real Slim Shady"           | 4:45 |
| 12 | "Mockingbird"                   | 4:11 |
| 13 | "Guilty Conscience" ft. Dr. Dre | 3:20 |
| 14 | "Cleanin' Out My Closet"        | 4:59 |
| 15 | "Just Lose It"                  | 4:09 |
| 16 | "When I'm Gone"                 | 4:41 |
| 17 | "Stan" (live) ft. Elton John    | 6:20 |

Bonus CD
| Nr | Tytuł                                         | Czas |
| -- | --------------------------------------------- | ---- |
| 1  | "Dead Wrong (Remix)" ft. The Notorious B.I.G. | 4:59 |
| 2  | "Role Model"                                  | 3:26 |
| 3  | "Kill You"                                    | 4:26 |
| 4  | D12 - "Shit On You"                           | 5:29 |
| 5  | "Criminal"                                    | 5:15 |
| 6  | "Renegade" ft. Jay-Z                          | 5:37 |
| 7  | "Just Don't Give A Fuck"                      | 4:02 |